# Park Narodowy De Groote Peel

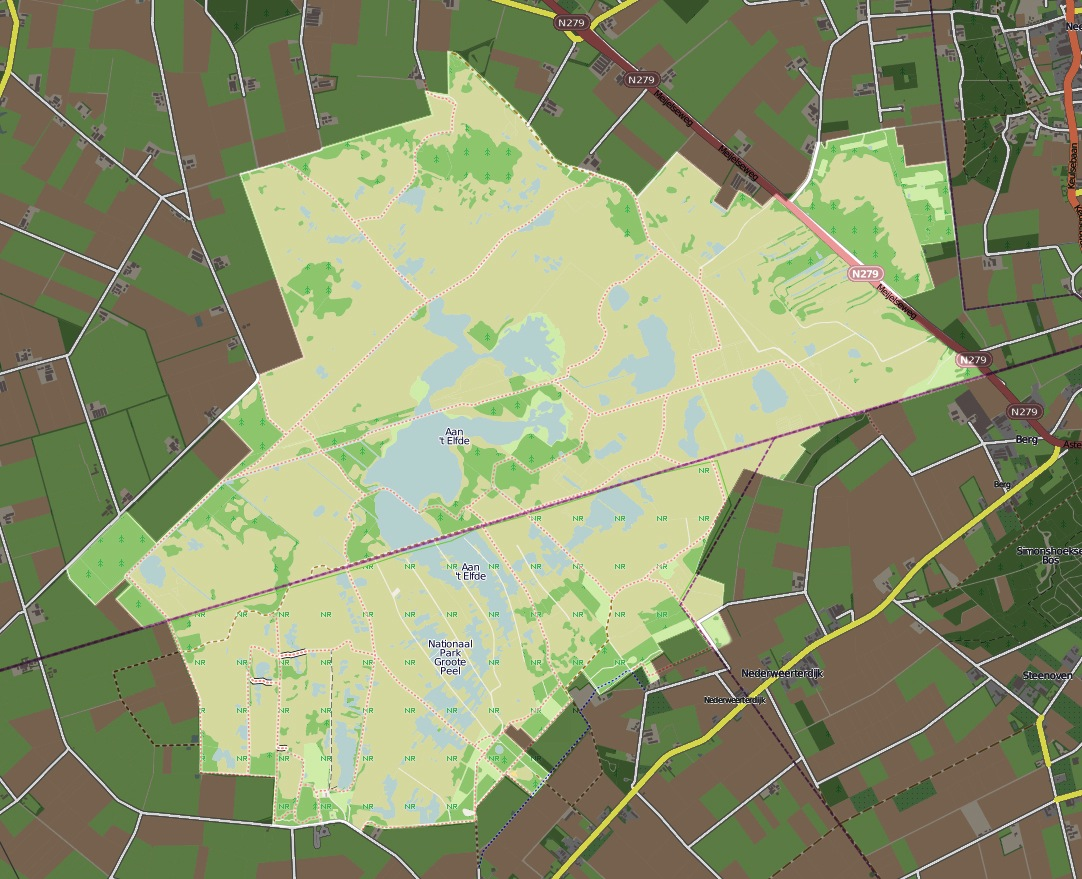
Mapa parku

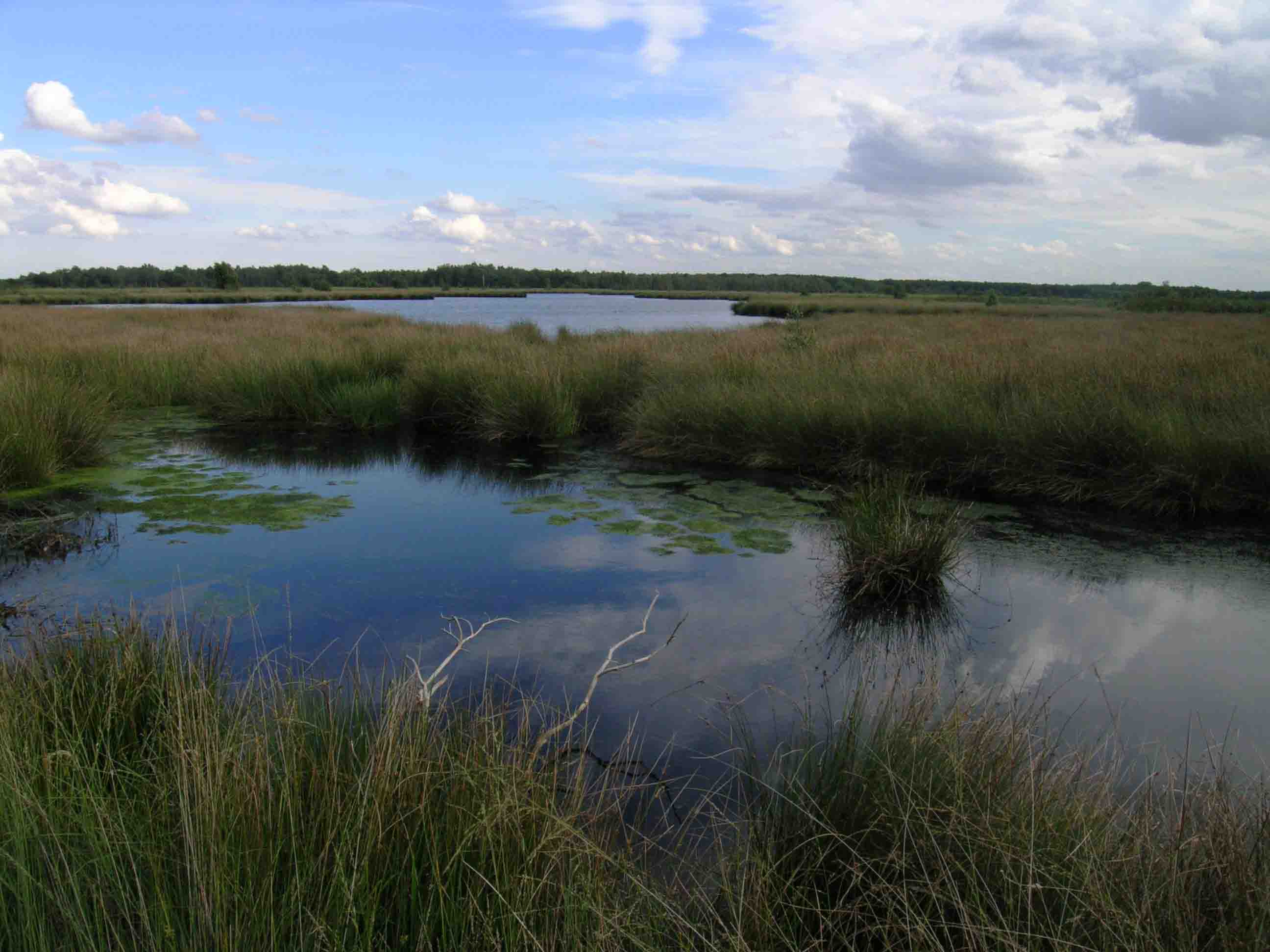
Krajobraz parku

Park Narodowy De Groote Peel – park narodowy w Holandii o powierzchni 1348 ha utworzony w 1980 r. Znajduje się pomiędzy miastami Meijel, Asten i Nederweert na granicy Brabancji Północnej i Limburgii. Należy do sieci obszarów Natura 2000. Charakteryzują go obszary podmokłe, bagniste torfowiska i wrzosowiska z licznymi zbiornikami i ciekami wodnymi. Jest miejscem lęgowym wielu gatunków ptaków wodnych oraz miejscem odpoczynku migrujących kormoranów.